# Фінал Ліги чемпіонів УЄФА 2021
Фінал Ліги чемпіонів УЄФА 2021 року — фінальний матч розіграшу Ліги чемпіонів УЄФА 2020—2021, 66-го сезону в історії Кубка європейських чемпіонів і 29-го сезону в історії Ліги чемпіонів УЄФА. Відбувся 29 травня 2021 року на стадіоні «Драгау» у Порту.
Спочатку було заплановано проведення фіналу на стадіоні Газпром-Арена у Санкт-Петербурзі, Росія. Однак через відстрочку та перенесення фіналу 2020 року до Лісабона, остаточним господарем був визнаний «Олімпійський стадіон Ататюрка» у Стамбулі, який мав приймати фінал торішнього турніру, але цього не сталось через пандемію COVID-19. Проте навесні 2021 року Туреччина потрапила до червоного списку для туристів Великої Британії, через що фінал було перенесено до Порту.

## Місце проведення
Збудований на місці колишнього стадіону «Анташ», відкритий 16 листопада 2003 року (товариською грою між командами «Порту» та іспанською «Барселоною»). За даними офіційного сайту клубу «Порту» вміщує 50 399 глядачів, за іншими даними — 50 476.

## Передмова
| Команда        | Попередні виступи (жирним шрифтом виділені перемоги) |
| -------------- | ---------------------------------------------------- |
| Манчестер Сіті | дебют                                                |
| Челсі          | 2 (2008, 2012)                                       |

## Шлях до фіналу
примітка: У всіх результатах, поданих нижче, голи фіналістів подаються першими (H: вдома; A: в гостях; N: нейтральне).
| Команда        | І | В | Н | П | ЗМ | ПМ | РМ  | О  |
| -------------- | - | - | - | - | -- | -- | --- | -- |
| Манчестер Сіті | 6 | 5 | 1 | 0 | 13 | 1  | +12 | 16 |
| Порту          | 6 | 4 | 1 | 1 | 10 | 3  | +7  | 13 |
| Олімпіакос     | 6 | 1 | 0 | 5 | 2  | 10 | −8  | 3  |
| Марсель        | 6 | 1 | 0 | 5 | 2  | 13 | −11 | 3  |

| Команда   | І | В | Н | П | ЗМ | ПМ | РМ  | О  |
| --------- | - | - | - | - | -- | -- | --- | -- |
| Челсі     | 6 | 4 | 2 | 0 | 14 | 2  | +12 | 14 |
| Севілья   | 6 | 4 | 1 | 1 | 9  | 8  | +1  | 13 |
| Краснодар | 6 | 1 | 2 | 3 | 6  | 11 | −5  | 5  |
| Ренн      | 6 | 0 | 1 | 5 | 3  | 11 | −8  | 1  |

## Матч
| 29 травня 2021 22:00 |

| Манчестер Сіті | 0-1      | Челсі      |
| -------------- | -------- | ---------- |
|                | Протокол | Гаверц 42' |

| Драгау, Порту Глядачів: 14,110 Арбітр: Антоніо Матео Лаос (Іспанія) |

| Манчестер Сіті | Челсі |

| ВР              | 31 | Едерсон            |     |     |
| ЗХ              | 2  | Кайл Вокер         |     |     |
| ЗХ              | 5  | Джон Стоунс        |     |     |
| ЗХ              | 3  | Рубен Діаш         |     |     |
| ЗХ              | 11 | Олександр Зінченко |     |     |
| ПЗ              | 20 | Бернарду Сілва     |     | 64' |
| ПЗ              | 7  | Рахім Стерлінг     |     | 77' |
| ПЗ              | 8  | Ілкай Гюндоган     | 35' |     |
| ПЗ              | 26 | Ріяд Марез         |     |     |
| НП              | 17 | Кевін Де Брейне () |     | 60' |
| ПЗ              | 47 | Філ Фоден          |     |     |
| Заміни:         |    |                    |     |     |
| ВР              | 13 | Зак Стеффен        |     |     |
| ВР              | 33 | Скотт Карсон       |     |     |
| ЗХ              | 6  | Натан Аке          |     |     |
| ЗХ              | 14 | Емерік Ляпорт      |     |     |
| ЗХ              | 22 | Бенжамен Менді     |     |     |
| ЗХ              | 27 | Жуан Канселу       |     |     |
| ЗХ              | 50 | Ерік Гарсія        |     |     |
| ПЗ              | 16 | Родрі              |     |     |
| ПЗ              | 25 | Фернандінью        |     | 64' |
| НП              | 9  | Габріел Жезус      | 88' | 60' |
| НП              | 10 | Серхіо Агуеро      |     | 77' |
| НП              | 21 | Ферран Торрес      |     |     |
| Тренер:         |    |                    |     |     |
| Жузеп Гвардіола |    |                    |     |     |

| ВР           | 16 | Едуар Менді          |     |     |
| ЗХ           | 24 | Ріс Джеймс           |     |     |
| ЗХ           | 6  | Тіагу Сілва          |     | 39' |
| ЗХ           | 2  | Антоніо Рюдігер      | 57' |     |
| ЗХ           | 28 | Сесар Аспілікуета () |     |     |
| ЦП           | 5  | Жоржиньйо            |     |     |
| ЦП           | 7  | Н'Голо Канте         |     |     |
| ЗХ           | 21 | Бен Чілвел           |     |     |
| ЦП           | 29 | Кай Гаверц           |     |     |
| ЦП           | 19 | Мейсон Маунт         |     | 80' |
| НП           | 11 | Тімо Вернер          |     | 66' |
| Заміни:      |    |                      |     |     |
| ВР           | 1  | Кепа Аррісабалага    |     |     |
| ВР           | 13 | Віллі Кабальєро      |     |     |
| ЗХ           | 3  | Маркос Алонсо        |     |     |
| ЗХ           | 4  | Андреас Крістенсен   |     | 39' |
| ЗХ           | 15 | Курт Зума            |     |     |
| ЗХ           | 33 | Емерсон              |     |     |
| ПЗ           | 10 | Крістіан Пулишич     |     | 66' |
| ПЗ           | 17 | Матео Ковачич        |     | 80' |
| ПЗ           | 20 | Каллум Гадсон-Одой   |     |     |
| ПЗ           | 22 | Хакім Зієш           |     |     |
| ПЗ           | 23 | Біллі Гілмор         |     |     |
| НП           | 18 | Олів'є Жіру          |     |     |
| Тренер:      |    |                      |     |     |
| Томас Тухель |    |                      |     |     |

| Гравець матчу: Н'Голо Канте (Челсі) Помічники арбітра: По Себріан Девіс (Іспанія) Роберто Діас Перес дель Паломар (Іспанія) Четвертий арбітр: Карлос дель Серро Гранде (Іспанія) Відеоасистент арбітра: Алехандро Ернандес Ернандес (Іспанія) Відеоасистенти: Хуан Мартінес Мунуера (Іспанія) Іньїго Прієто Лопес де Серайн (Іспанія) Павел Гіль (Польща) | Регламент - 90 хвилин. - 30 хвилин додаткового часу за необхідності. - Серія пенальті за необхідності. - По дванадцять запасних гравців. - Максимум п'ть замін гравців від кожної команди посеред матчу та шість у разі додаткового часу. |

### Статистика
| Статистика            | Манчестер Сіті | Челсі |
| --------------------- | -------------- | ----- |
| Голи                  | 0              | 1     |
| Удари по воротах      | 3              | 5     |
| Удари в площину воріт | 1              | 2     |
| Сейви                 | 1              | 1     |
| Володіння м'ячем      | 53 %           | 47 %  |
| Кутові                | 1              | 1     |
| Порушення             | 7              | 6     |
| Офсайди               | 1              | 2     |
| Жовті картки          | 1              | 0     |
| Червоні картки        | 0              | 0     |

| Статистика            | Манчестер Сіті | Челсі |
| --------------------- | -------------- | ----- |
| Голи                  | 0              | 0     |
| Удари по воротах      | 4              | 3     |
| Удари в площину воріт | 0              | 0     |
| Сейви                 | 0              | 0     |
| Володіння м'ячем      | 64 %           | 36 %  |
| Кутові                | 2              | 0     |
| Порушення             | 7              | 7     |
| Офсайди               | 0              | 1     |
| Жовті картки          | 1              | 1     |
| Червоні картки        | 0              | 0     |

| Статистика            | Манчестер Сіті | Челсі |
| --------------------- | -------------- | ----- |
| Голи                  | 0              | 1     |
| Удари по воротах      | 7              | 8     |
| Удари в площину воріт | 1              | 2     |
| Сейви                 | 1              | 1     |
| Володіння м'ячем      | 58 %           | 42 %  |
| Кутові                | 3              | 1     |
| Порушення             | 14             | 13    |
| Офсайди               | 1              | 3     |
| Жовті картки          | 2              | 1     |
| Червоні картки        | 0              | 0     |